# Bradina cauvinalis
Bradina cauvinalis is een vlinder uit de familie van de grasmotten (Crambidae), uit de onderfamilie van de Spilomelinae. De wetenschappelijke naam van deze soort is voor het eerst voorgesteld door Henry Legrand in een publicatie uit 1966.
De soort komt voor op Mahé (Seychellen).